# Xanthorhoe triangulata
Xanthorhoe triangulata är en fjärilsart som beskrevs av Debauche 1938. Xanthorhoe triangulata ingår i släktet Xanthorhoe och familjen mätare. Inga underarter finns listade i Catalogue of Life.